# James Perry

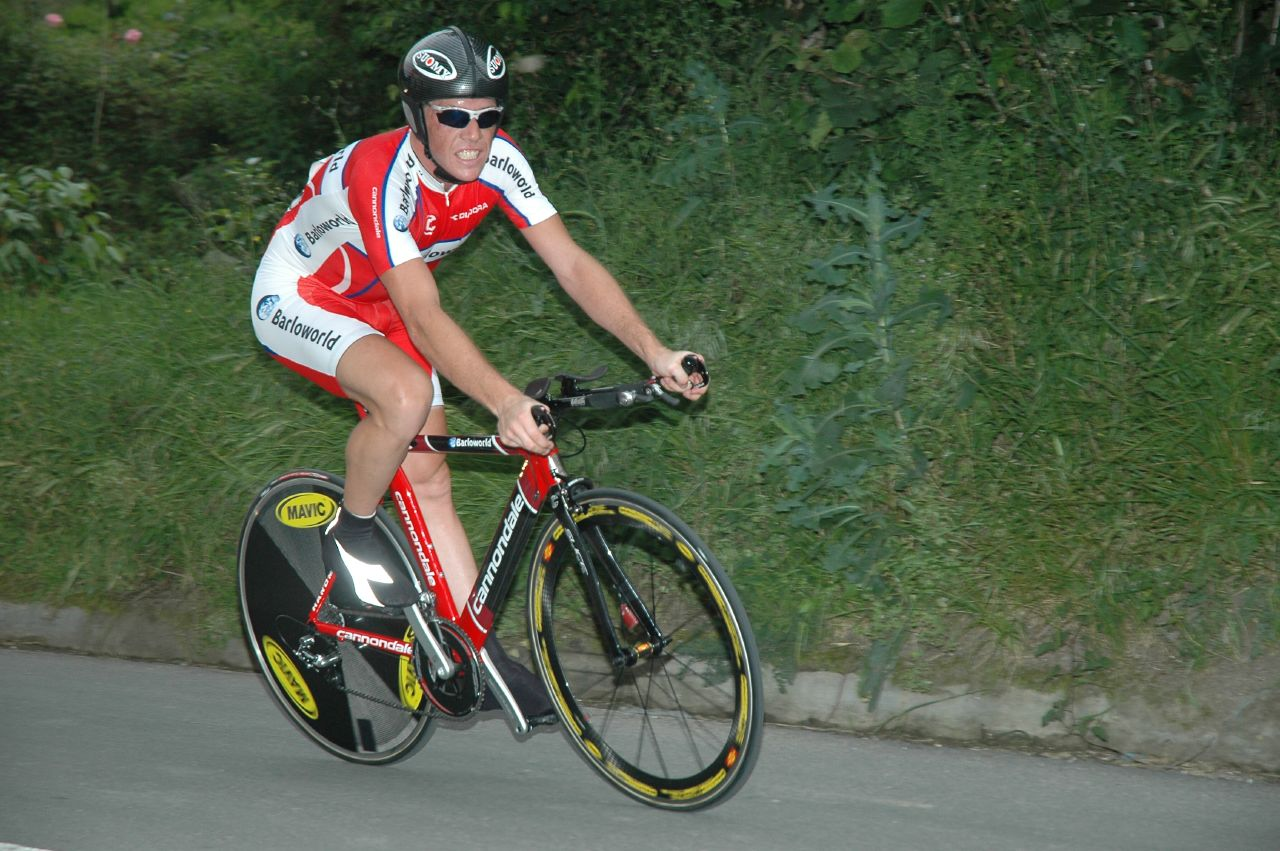
James Perry bei der Euskal Bizikleta 2007

James Lewis Perry (* 19. November 1979 in Kapstadt) ist ein ehemaliger südafrikanischer Bahn- und Straßenradrennfahrer.
Bei den Straßen-Radweltmeisterschaften 2001 im portugiesischen Lissabon wurde James Perry 2001 Dritter im Zeitfahren der U23-Klasse hinter dem Sieger Danny Pate und dem Deutschen Sebastian Lang. 2005 gewann er in Luxemburg den Grand Prix Möbel Alvisse mit seiner Mannschaft Konica Minolta. 2006 und 2007 fuhr Perry für das britische Professional Continental Team Barloworld. In seinem ersten Jahr dort konnte er an den ProTour-Rennen Giro di Lombardia teilnehmen, da seine Mannschaft eine Wildcard erhielt. 2008 wechselte er zum südafrikanischen Continental Team Neotel. Sein größter Erfolg war da der Gewinn der südafrikanischen Meisterschaft im Einzelzeitfahren.
Bis zum Ende seiner Laufbahn im Jahre 2014 errang er insgesamt sechs nationale Titel, zwei im Zeitfahren auf der Straße, sowie vier auf der Bahn, davon zwei in der Einer- und zwei in der Mannschaftsverfolgung.

## Erfolge
2000
- Südafrikanischer Meister – Kriterium

2001
- Weltmeisterschaften – Einzelzeitfahren (U23)

2002
- Südafrikanischer Meister – Einzelzeitfahren

2005
- Grand Prix Möbel Alvisse

2008
- Südafrikanischer Meister – Einzelzeitfahren

2011
- Südafrikanischer Meister – Einerverfolgung
- Südafrikanischer Meister – Mannschaftsverfolgung (mit Clint Hendricks, Nolan Hoffman und Jean Spies)

2012
- Südafrikanischer Meister – Einerverfolgung

2013
- Südafrikanischer Meister – Mannschaftsverfolgung (mit Kellan Gouveris, Nolan Hoffman und Jevandre Pauls)

## Teams
- 2001 IBM-Lotus
- 2002 Amore & Vita-Beretta
- 2003 Amore & Vita-Beretta
- 2004 Barloworld
- 2005 Konica Minolta
- 2006 Barloworld
- 2007 Barloworld
- 2008 Team Neotel
- 2009 Team Neotel
- 2010 Team Neotel